# Keť
Keť, na horním toku Velká Keť (rusky Кеть, Большая Кеть) je řeka v Krasnojarském kraji a v Tomské oblasti v Rusku. Je 1 621 km dlouhá. Povodí má rozlohu 94 200 km².

## Průběh toku
Pramení v bažinách na rozvodí Obu a Jeniseje. Teče přes Západosibiřskou rovinu. Na horním toku nad ústím Orlovky je říční koryto velmi členité. Na dolním toku se rozděluje na četná ramena, na nichž se vyskytují peřeje a některá při nízkém stavu vody vysychají. Do Obu ústí zprava dvěma rameny. Togurské rameno ústí pod městem Kolpaševo, zatímco Narymské rameno teče rovnoběžně s Obem a ústí do něj až u města Narym.

## Přítoky
- zprava – Sočur, Orlovka, Lisica, Jeltyrjova
- zleva – Malá Keť, Menděl, Jelovaja, Čačamga
- zprava do Narymského ramene – Pikovka, Pajdugina

## Vodní režim
Průměrný roční průtok vody ve vzdálenosti 236 km od ústí činí přibližně 502 m³/s. Nejvyšších vodních stavů dosahuje od května do srpna. Zamrzá v říjnu až na začátku listopadu a rozmrzá na konci dubna až na začátku května.
Průměrné měsíční průtoky řeky ve stanici Rodionovka v letech 1955 až 2000:

## Využití
Vodní doprava je možná od vesnice Usť-Ozjornoje. Na konci 19. století byla vybudována Obsko-jenisejská vodní cesta. Spojovala řeku přes její přítok řeku Lomovataja s přítokem Jeniseje řekou Kae. Tato cesta však nenabyla praktického významu a v roce 1917 byla uzavřena.